# 弥漫星云
弥漫星云，意思是朦胧，云雾。弥漫星云没有规则的形状，也没有明显的边界。实际上，除环状对称的行星状星云外，所有的星云都可以称作形状不规则的弥漫星云。
弥漫星云大小各异，最大的甚至能达到几百光年，平均直径大约几十光年，平均密度10-100原子/cm3。大多数弥漫星云的质量在10个太阳质量左右
弥漫星云多种多样，可分類为亮星云和暗星云。

## 亮星云

### 发射星云
这类星云年轻热星，它们发出的紫外線辐射使云中的气体发生电离，星云也因此发出可见光。如猎户座大星云，巨蛇座的天鹰星云都属于发射星云。

### 反射星云
顧名思義，这种星云本身不发光，它的光亮是因对来自邻近恒星之光的反射。有名的反射星云如围绕金牛座中昴星团诸星的反射星云。

## 一些著名的亮星云
- 猎户座大星云（M42）
- 礁湖星雲（M8）
- 鹰星云（M16）
- 欧米加星云（M17）
- 三葉星雲（M20）
- 玫瑰星雲

## 暗星云
这些星云则表现为在较亮恒星或星云背景上的暗黑剪影，这些巨大的暗星云中没有星星，它们吸掉来自其后面远方天体发的光。著名的暗星云如马头星云，南十字座的煤袋星云，蛇夫座的蛇幢星云等。

## 形成

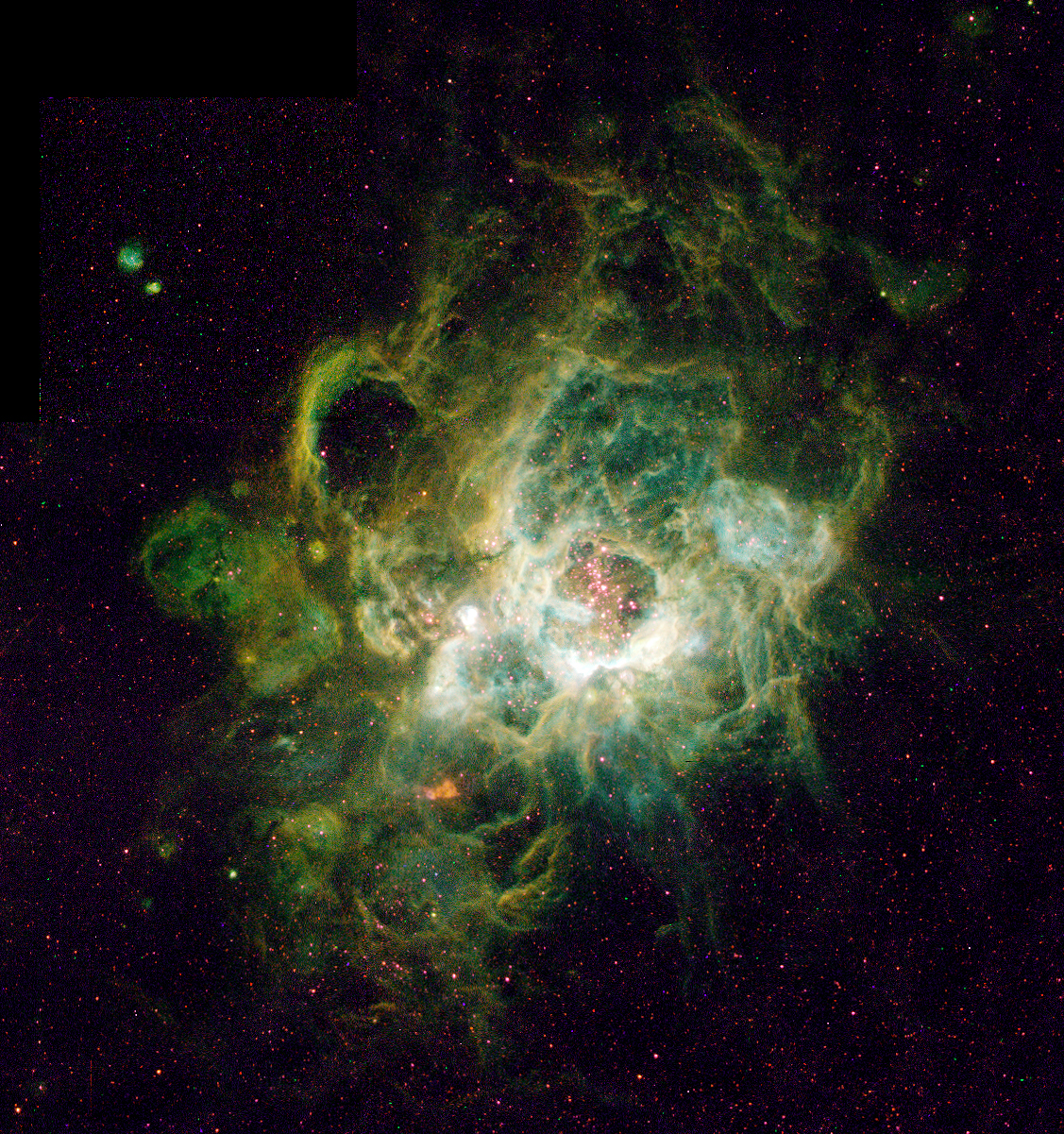
NGC 604，一个位于三角座星系的弥漫星云

对于不同种类的星云，他们有着不同的形成机理。一些星云由星际物质中的气体所形成，而其他的则由恒星产生。前者的例子便是巨型分子云，最寒冷、最致密的星际气体；它们因大量稀疏气体的冷却与聚集而形成。后者的例子则是行星际星云，由恒星在其演化后期喷发的物质所形成。
恒星形成区是一类与举行分子云有关的发射星云。其中的物质在其自身重量下坍缩，产生恒星。巨型恒星可能在其内部形成，它们的紫外辐射能使周围的气体电离，使其发出可见光。这种围绕着大型恒星而充满氢离子的区域被称为电离氢区，而电离氢区之外的电中性氢区域则被称为光解离区。